# Myrceugenia pilotantha
Myrceugenia pilotantha är en myrtenväxtart som först beskrevs av Hjalmar Frederik Christian Kiaerskov, och fick sitt nu gällande namn av Leslie Roger Landrum. Myrceugenia pilotantha ingår i släktet Myrceugenia och familjen myrtenväxter. IUCN kategoriserar arten globalt som sårbar.

## Underarter
Arten delas in i följande underarter:
- M. p. nothorufa
- M. p. pilotantha